# (5314) Wilkickia
(5314) Wilkickia es un asteroide perteneciente al cinturón de asteroides, descubierto el 20 de septiembre de 1982 por Nikolái Stepánovich Chernyj desde el Observatorio Astrofísico de Crimea (República de Crimea).

## Designación y nombre
Designado provisionalmente como 1982 SG4. Fue nombrado Wilkickia en honor a Andrej Ippolitovich Wilkitzky y su hijo Boris Andreevich Wilkitzky, destacados hidrógrafos rusos y exploradores del Ártico, hicieron una contribución inestimable al dominio de la navegación del Camino Marítimo Norte. En 1913 Boris Wilkitzky descubrió un nuevo archipiélago, bautizado por él "La Tierra del Emperador Nicolás II" (ahora Severnaya Zemlya), así como un estrecho que lleva su nombre.

## Características orbitales
Wilkickia está situado a una distancia media del Sol de 2,998 ua, pudiendo alejarse hasta 3,255 ua y acercarse hasta 2,740 ua. Su excentricidad es 0,085 y la inclinación orbital 9,631 grados. Emplea 1896,18 días en completar una órbita alrededor del Sol.
Los próximos acercamientos a la órbita de Júpiter se producirán el 27 de mayo de 2034, el 23 de septiembre de 2117 y el 7 de diciembre de 2163, entre otros.

## Características físicas
La magnitud absoluta de Wilkickia es 12,1. Tiene 11,718 km de diámetro y su albedo se estima en 5314. 